# Fontaine du bourg de Sainte-Hélène
La Fontaine de Sainte-Hélène  est située  «rue de la fontaine», à Sainte-Hélène dans le Morbihan.

## Historique
La fontaine de Sainte-Hélène fait l’objet d’une inscription au titre des monuments historiques depuis le 29 mars 1935.
Au XIXe siècle, les pêcheurs venaient prier pour trouver des sardines, et les jeunes filles des maris.
Les femmes s'enquéraient du sort des disparus en déposant un morceau de pain sur l'eau de la fontaine : s'il flottait le disparu était en vie, s'il coulait il était mort.

## Architecture
La fontaine est édifiée en granit.